# César Vallejo
Œuvres principales
- Trilce
- Los Heraldos Negros
- Poemas humanos

César Vallejo, de son nom complet César Abraham Vallejo Mendoza, est un poète péruvien né à Santiago de Chuco (es), le 16 mars 1892 et mort à Paris le 15 avril 1938.
Il est considéré comme l'un des plus grands poètes de langue espagnole et l'un des plus novateurs, malgré la brièveté de sa vie comme de son œuvre diffusée par son épouse Georgette Vallejo. Vallejo est le poète péruvien le plus célèbre et l'une des figures les plus importantes de la poésie hispano-américaine du XXe siècle.

## Biographie
César Vallejo est né à Santiago de Chuco, un petit village dans les Andes péruviennes. Il était le onzième enfant d'une famille d'origine indigène et espagnole. Depuis son enfance, il connaissait la misère, mais aussi la chaleur du foyer, loin duquel il se sentait orphelin.
Très jeune, il s’intéressa à la poésie et fréquenta d’abord les écrivains romantiques et classiques, puis les modernistes. Il a étudié la littérature à l'université nationale de Trujillo, au Pérou. Le poète a laissé l'université plusieurs fois. Travaillant dans des plantations de sucre, il a été témoin de l'exploitation de travailleurs. Cette expérience a influencé sa pensée. Il a reçu sa maitrise en littérature espagnole en 1915.
À Trujillo, il a publié ses premiers poèmes avant de s'installer à Lima à la fin de l'année 1917. À Lima, il a été stimulé par la bohème locale formée par des journalistes, des écrivains et des politiciens rebelles. Il a beaucoup souffert dans les années précédant la publication de son premier livre Los heraldos negros en 1919.
Après avoir publié Trilce en 1923 et ayant perdu un autre poste d'enseignant, le poète a émigré en Europe. Vallejo s’installe à Paris et prend contact avec les avant-gardes européennes, devenant un grand ami de Juan Larrea. En 1928, il entre au Parti communiste péruvien. En proie à de graves problèmes économiques, il survit grâce à de nombreuses collaborations dans des journaux. En Espagne, Vallejo collabore avec la République. Il adhère également au Parti communiste d'Espagne en 1932 et contribue à rassembler des fonds en faveur de la cause républicaine pendant la guerre civile. Il écrit quinze textes sur la guerre d'Espagne, qui furent édités en 1939 sous le titre Espagne, éloigne de moi cette coupe (faisant ainsi référence à la parole du Christ aux jardins des oliviers « Père, éloigne de moi cette coupe ») » .
Récemment, le 20 novembre 2024, le Dr Roberto Flores Guevara a présenté à l'Université National de San Marcos de Lima une abondante documentation inédite sur la vie de Vallejo en France.

## Œuvres

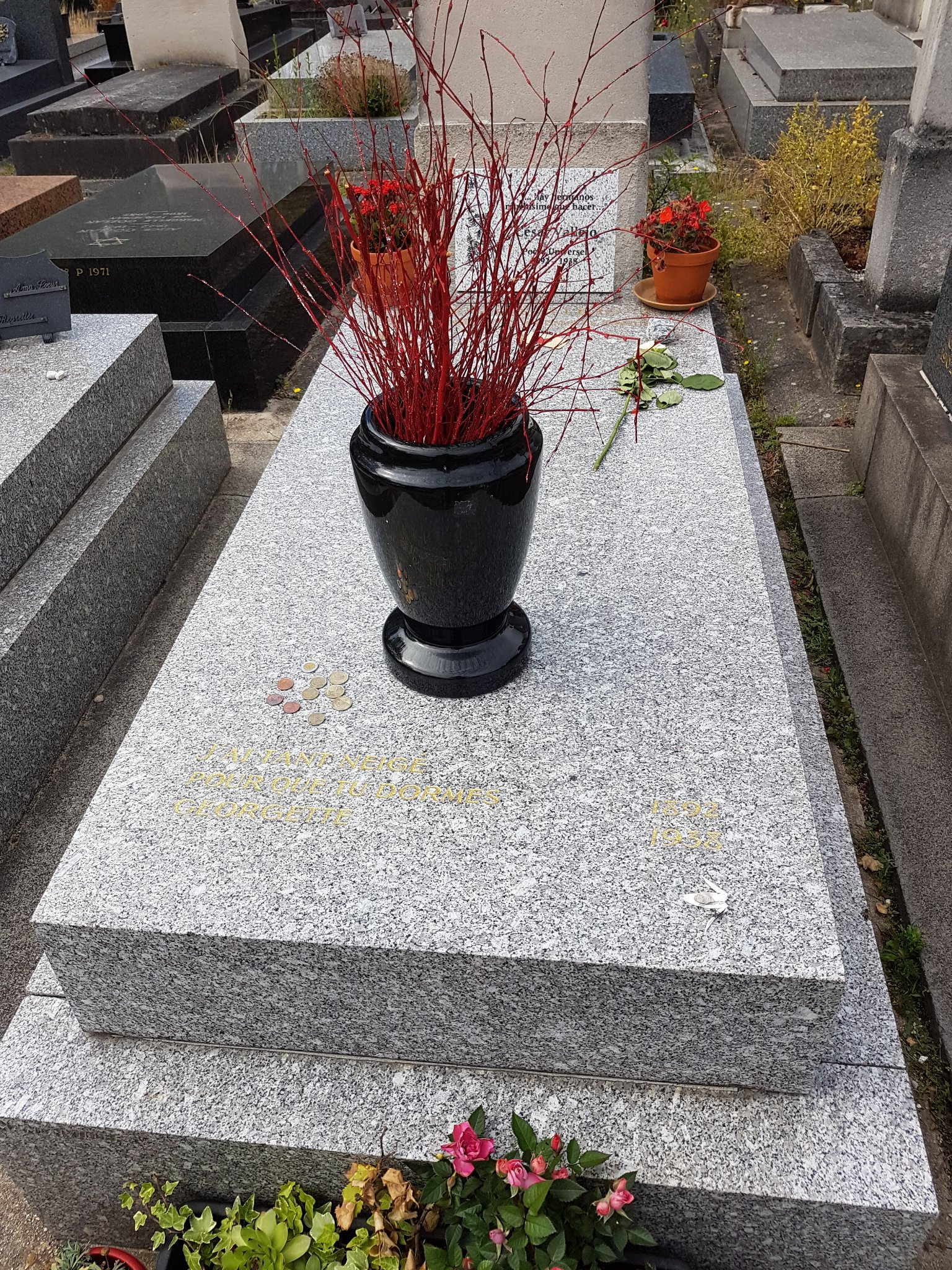
Sépulture au cimetière du Montparnasse.

César Vallejo meurt à Paris le 15 avril 1938. Il repose au cimetière du Montparnasse (12e division).
Son premier livre poétique Los heraldos Negros fut publié en 1919. L'influence moderniste y apparaît à travers le langage et l'utilisation d'images avec une intention symboliste. Néanmoins, on perçoit déjà que le poète s’éloigne du modernisme, par sa tentative de refléter le quotidien et par l’utilisation d’une langue conversationnelle. Los heraldos Negros laisse transparaître une vision triste du monde. L'être humain est un être coupable qui subit les caprices du destin. Il n’existe aucun baume à la souffrance humaine. On dirait que Vallejo — poète profondément croyant — se plaint de l'abandon des êtres humains de la part de Dieu.
Dans son livre suivant, Trilce (1922), la rupture avec la poésie antérieure est totale. Les poèmes mettent encore plus en évidence le pessimisme déjà présent dans l'œuvre précédente; mais l'angoisse et la désolation apparaissent avec un nouveau langage poétique, désormais dépourvu de toute trace moderniste. L'anecdote y est totalement absente. Le langage se désarticule. La syntaxe disparaît parfois. Le tout donne l'impression d’un monde chaotique et angoissant. Ce livre devient l'un des plus importants de la poésie d'avant-garde.
Dans Espagne, éloigne de moi cette coupe (1939) il dépasse sa conception tragique et pessimiste du monde pour se sentir solidaire de tous ceux qui souffrent. L’action du peuple permettra - selon Vallejo — d’en finir avec les injustices et aux êtres humains de faire face aux forces cosmiques.

### Principaux recueils de poésie
- Los heraldos negros (1918). Ce recueil est un des exemples les plus représentatifs du post-modernisme. Là le poète confronte son angoisse existentielle, sa culpabilité et sa douleur dans ses fameuses phrases : « Il y a des coups dans la vie, aussi forts. Je ne sais pas » et « Je suis né un jour quand Dieu était malade. »

- Trilce (1922). Recueil qui est considéré comme un moment fondamental dans le renouvellement du langage poétique hispano-américain. L'ouvrage prend un style radical et extrême, en utilisant une technique aujourd'hui connue comme surréaliste.

- Poemas humanos (1939). Recueil publié par sa femme après son décès, il incorpore des éléments historiques et des réalités concrètes péruviennes, européennes et universelles avec lesquels le poète manifeste une foi passionnée pour la lutte de l'homme pour la justice et la solidarité.

### Romans
- El tungsteno (1931) Publié en français sous le titre Tungstène, traduit par Nicole Réda Euvremer, Pantin, Éditions Le Temps des Cerises, coll. « Romans des libertés », 2011  (ISBN 978-2-84109-865-1)
- Paco Yunque (écrit en 1931, mais publié en 1951)
- Hacia el reino de los Sciris (écrit en 1928, paru de façon posthume en 1944 à Lima), court roman historique au temps de l'Inca Tupac Yupanqui. Publié en français sous le titre Vers le royaume des Sciris, traduit par Laurent Tranier, Editions Toute Latitude, collection  « Roman latino », janvier 2021  (ISBN 978-2-35282-051-2)

### Recueils de nouvelles
- Escalas melografiadas (1923)
- Fabla salvaje (1923), longue nouvelle qui peut faire office de court roman
- Más allá de la vida y de la muerte (1923), nouvelles fantastiques
- Los caynas (1928), nouvelles fantastiques
- El vencedor (écrit en 1930, parue en 1967)

### Théâtre
- Lock-out (1930)
- Entre las dos orillas corre el río (1930)
- Colacho Hermanos o presidentes de América (1934)
- La piedra cansada (1937)

## Traductions françaises
Sauf le dernier, les recueils de César Vallejo parus en France colligent des poèmes de diverses sources et n'ont pas d'équivalents en espagnol :
- Cesar Vallejo, choix de textes traduits par Georgette Vallejo, Paris, Seghers, coll. « Poètes d'aujourd'hui », no 168, 1967
- Espagne, éloigne de moi ce calice, anthologie poétique partiellement bilingue, traduit par Claire Céa, Paris, P.J. Oswald, coll. « L'Aube dissout les monstres » no 34, 1973
- Poèmes humains, traduit par Claude Esteban, in Claude Esteban, Poèmes parallèles, Galilée, 1980
- Poésie complète, traduit par Gérard de Cortanze, Paris, Flammarion, coll. « Barroco », 1983 ; réédition en 2009
- Poésie complète 1919-1937, traduit par  Nicole Réda-Euvremer, Paris, Flammarion, coll. « Poésie », 2009  (ISBN 978-2-08-121124-7)
- Poèmes humains suivis de Espagne, écarte de moi ce calice, traduit par François Maspero, préface de Jorge Semprun, Paris, Le Seuil, coll. « La Librairie du XXIe siècle », 2011 ; réédition, Paris, Points, coll. « Poésie » no P3217, 2014  (ISBN 978-2-7578-4212-6)
- Les Hérauts noirs précédé de Vision du monde de César Vallejo dans Los heraldos negros, édition bilingue, Éditions du Chat-Lézard, coll. « Hispanies » no 1, 2017  (ISBN 978-2-9516878-8-2)
- Vers le royaume des Sciris, suivi de la nouvelle Cire, traduit par Laurent Tranier, Editions Toute Latitude, collection  « Roman latino », janvier 2021   (ISBN 978-2-35282-051-2)
- L'Art et la révolution, édition et préface de Luis Dapelo, traduit par Marie-Christine Seguin, Editions Delga, septembre 2021  (ISBN 978-2-37607-219-5)
- La Russie en 1931. Réflexions au pied du Kremlin, préface, traduction et notes par Luis Dapelo, Editions L'Harmattan, juin 2024  (ISBN 978-2-336-46448-0)

## Hommages
Vallejo apparaît dans le roman Monsieur Pain de Roberto Bolaño où la fin de sa vie est narrée dans la style du réalisme magique et où le doute plane quant aux raisons de sa mort.